# Бојан Завишић
Бојан Завишић (Београд, 9. август 1979) бивши је српски фудбалер.

## Каријера
Рођен је 9. августа 1979. године у Београду. Завишић је играо за први тим београдског Партизана у сезони 2002–03. Претходно је играо за филијалу Партизана, фудбалски клуб Телеоптик. Са Партизаном је успео да освоји првенство државе, а такође је био члан тима који се квалификовао у групну фазу УЕФА Лиге шампиона 2003–2004. У зимском прелазном року 2004. године Завишић је позајмљен Сутјесци из Никшића до краја сезоне. Играо је за још неколико клубова као што су Банат Зрењанин, Смедерево и Чукарички у Суперлиги Србије. Наступао је за Окжепет током 2010. године у Премијер лиги Казахстана.
Његов отац Илија, такође је био играч Партизана, репрезентативац Југославије и тренер.

## Успеси
- Партизан
  - Прва лига СР Југославије: 2002/03.